# Герб Соборного району
Герб Соборного району — офіційний геральдичний символ Соборного району міста Дніпро. Затверджений 9 червня 2016 р. рішенням №60 VIII сесії районної ради VII скликання. Автори — Ю. М. Баришева, С. В. Данович, О. Ю. Потап.

## Опис
В пурпуровому щиті дві золотих сови підтримують срібний обеліск. В лазуровій трикутній главі три срібних семипроменевих зірки, дві й одна. Під щитом на лазуровій стрічці з пурпуровим підбоєм золотий напис "Соборний район".

## Значення символів
Основною фігурою герба є срібний обеліск, який уособлює найстарішу кам'яну споруду і першу історично-архітектурну пам'ятку, розташовану на території Соборного району міста Дніпра — дорожню милю, яка була споруджена у 1787 р. на місці закладення Преображенського собору.
З боків обеліск підтримують дві золоті сови. Одна з них як символ мудрості, освіти та знань уособлює розташовані на території Соборного району вищі навчальні заклади Дніпра та всесвітньо відомі науково-дослідні інститути. Друга сова уособлює найстарішу у Дніпрі ландшафтну пам'ятку — парк імені Т.Г. Шевченка, який є визнаною прикрасою міста і району.
Срібні зірки аналогічні до зірок з герба міста Дніпра вказують на територіальну приналежність Соборного району та підпорядкованість Дніпровській міській раді.  